# Gare de Settimo Torinese
La gare de Settimo Torinese (en italien, Stazione di Settimo Torinese) est une gare ferroviaire italienne des lignes de Turin à Milan et de Canavese, située à proximité du centre-ville de Settimo Torinese, dans la province de Turin en région du Piémont.

## Situation ferroviaire
Établie à environ 207 mètres d'altitude, la gare de bifurcation de Settimo est située au point kilométrique (PK) 15,763 de la ligne de Turin à Milan entre les gares de Turin-Stura et de Brandizzo, c'est également l'origine de la ligne de Canavese.

## Service des voyageurs

### Accueil
Gare voyageurs RFI, classée argent, elle dispose d'un bâtiment voyageurs avec une salle d'attente, un guichet et un point de vente de billets régionaux. Elle est équipée d'automates pour l'achat de titres de transport.
La traversée des voies et l'accès aux quais s'effectuent par un passage souterrain.

### Desserte
Settimo Torinese est desservie par des trains Trenitalia.

### Intermodalité
Un parc pour les vélos et un parking pour les véhicules y sont aménagés. Elle est desservie par des bus.